# Hoofdwacht (Den Haag)
De Hoofdwacht aan het Buitenhof 19 in Den Haag, is een voormalig wachthuis van de ruiterwacht, die het Binnenhof beschermde. De geschiedenis van het Rijksmonument gaat terug tot het jaar 1549. In haar huidige staat dateert het gebouw voornamelijk uit de tweede helft van de 18e eeuw.

## Geschiedenis
In 1549 bouwt Floris Gerritsz., hoefsmid in dienst bij het Hof van Holland, een stal aan deze voorheen nauwelijks bebouwde zijde van het Buitenhof. Met de verkregen, noodzakelijke toestemming van de Grafelijkheidsrekenkamer om dit te mogen doen, kwam wel de voorwaarde dat de stallen te allen tijde beschikbaar zouden zijn bij hoog bezoek aan het Binnenhof. Vanaf einde zestiende eeuw tot 1641 is de stal in gebruik bij de stadhouderlijke familie. Onder andere de rijtuigen en paarden van Amalia van Solms worden hier dan gestald. Vanaf de tweede helft van de zeventiende eeuw krijgt de stal een militaire bestemming als hoofdwacht, een functie die het, met een kleine onderbreking, tot de Tweede Wereldoorlog zal behouden. Als wachthuis is het in gebruik bij de schout en zijn dienders, maar tevens bij de ruiterij van het Garnizoen van Den Haag, die de veiligheid op en rond het Binnenhof moet garanderen. Een zeventiende-eeuws gedicht bezong de ruiterwacht aan het Buitenhof:
Hier is de Ruyter-wacht en hier wordt alle dagen
Bij Somertijdt wanneer 't vijfuyren is geslagen
Bij winter als de kloek drie uyren heeft geseyt
Een bende Ruyteren seer heerlijck opgeleyt— Jacob van der Does
Eind negentiende eeuw is de hoofdwacht deels in gebruik bij de militairen die bij de diverse paleizen in Den Haag op wacht stonden.  In 1941 wordt de hoofdwacht in gebruik genomen door de Haagse politie, die in 1963 naar nieuwbouw in de Jan Hendrikstraat zou verhuizen. Het gebouw wordt in 1965 verkocht aan een makelaar die te vergeefs probeert om het te verkopen en vervolgens eveneens te vergeefs probeert om een sloop te bewerkstelligen.
Na een korte periode als tapijthandel in gebruik te zijn, wordt het pand in 1968 in gebruik genomen door de heer Van Bakergem, die er een winkel in stijlmeubelen en verlichting begon. Hij ging er met zijn gezin op de etages wonen, welk gebruik zou duren tot 1972. Vervolgens heeft het pand onder andere dienstgedaan als discotheek. Tegenwoordig is in het gebouw een café-restaurant gevestigd.

## Bouwontwikkeling
Vanaf begin zeventiende eeuw werd het gebouw, dat aanvankelijk bescheiden van omvang was, stapsgewijs uitgebreid. Oorspronkelijk lag het gebouw een stuk achter de rooilijn. In die tijd was het gebouw drie verdiepingen hoog, met een sierlijke trapgevel. Eerst werd er een uitbouw gerealiseerd, waaronder een wakende ruiter zittend op zijn paard onder een afdak kon staan. Rond of even na 1700 werd het terrein tot aan de rooilijn bebouwd, om in de tweede helft van die eeuw grotendeels te worden vervangen door nieuwbouw. Slechts een deel van de muren van de oude stallen bleven behouden. De oude stallen aan de achterzijde zijn later uitgebouwd op de binnenplaats en verbouwd, onder andere tot politiecellen.
Nadat enkele sloopplannen niet doorgaan wordt in 1879 de hoofdwacht ingrijpend verbouwd, waarbij de voorgevel haar uiterlijk krijgt zoals deze er na de restauratie van 1985 weer uitziet.